# Stanislav Bohadlo
Stanislav Bohadlo (* 7. prosince 1953, Náchod) je český muzikolog, profesor Univerzity Hradec Králové a organizátor hudebního života.
Po studiích na náchodském Jiráskově gymnáziu absolvoval na tehdejší brněnské Univerzitě Jana Evangelisty Purkyně obory historie a hudební věda. V letech 1981–1983 si dále doplnil vzdělání postgraduálním kursem hudební teorie na pražské HAMU u hudebního skladatele a teoretika Karla Risingera. Současně pracoval jako dramaturg Symfonického orchestru Hradec Králové (1981–1986), 1985–1990 pak vedl soubor historického folkloru Trumšajt. V 80. a 90. letech se zúčastnil několika významných stipendijních či badatelských pobytů v Itálii, Německu či Rakousku. Roku 1995 získal titul kandidáta věd o umění (CSc.).
Již od roku 1979 vyučuje na Pedagogické fakultě Univerzity Hradec Králové. V letech 1998–1999 vyučoval jako Fulbright Scholar-in-Residence na McCook Community College v americké Nebrasce. Roku 2008 byl jmenován docentem, 2015 pak profesorem.
Věnuje se také bohaté popularizační a organizační činnosti. Jeho nejvýznamnějším projektem je festival Theatrum Kuks založený v roce 2002 spolu s divadelním souborem Geisslers Hofcomoedianten. Za něj získal Poctu festivalu …příští vlna/next wave… za producentský čin roku (2011) a Cenu poroty Europa Nostra (2016). V roce 2014 otevřel v rekonstruovaném lázeňském domě čp. 58 v Kuksu, jehož je vlastníkem, Rentzovo muzeum barokního tisku.

## Dílo

### Editor
- LETZEL, Jan. Japonsko - země, kterou jsem hledal : Edice dopisů architekta Jana Letzela (1880 Náchod - 1925 Praha) z let 1907 - 1924. Redakce Stanislav Bohadlo. 1. vyd. Náchod: Gate, 2000. 190 s. ISBN 80-901712-6-5.